# Auralux
Auralux est un jeu vidéo de stratégie en temps réel sorti en 2011,,,.
Il a pour suite Auralux: Constellations.

## Accueil
- CNET : 8/10[5]